# Star-Crossed
Star-Crossed è una serie televisiva statunitense, ideata da Meredith Averill,  il cui primo episodio andò in onda sul The CW Television Network, detto  The CW, il 17 febbraio 2014. La serie fu cancellata dopo una sola stagione di 13 episodi. L'Episodio finale andò in onda il 12 maggio 2014.

## Trama
La serie è incentrata sulla storia d'amore tra una ragazza umana e un ragazzo di origine aliena, facente parte di un gruppo di sette ragazzi alieni che provano ad integrarsi in una scuola di periferia.
Nel 2014 un'astronave aliena con a bordo una colonia di alieni Atriani, precipita in Louisiana. I terrestri credono invece che si tratti di un'invasione, così si innesca una guerra tra i due popoli, con perdite da entrambe le parti. Gli atriani, sconfitti, vengono confinati in un quartiere militarizzato chiamato "il Settore". Il leader degli atriani, Nox, e la terrestre Gloria, preside del locale liceo, mettono insieme le loro idee per fondare il "Progetto Integrazione", per promuovere la convivenza pacifica dei due popoli, così nel 2024 sette atriani vengono scelti per frequentare il liceo di Gloria e diverse iniziative sono state previste per far sì che umani e atriani possano conoscersi meglio e vivere pacificamente. Durante la festa di inizio anno però scoppia una rivolta violenta che viene sedata dalla polizia e nella concitazione Nox rimane ucciso, ma il programma andrà avanti ugualmente. La narrazione si concentra su quattro dei sette atriani prescelti  (Roman, Sophia, Drake e Teri) e sui loro compagni di scuola Emery, Julia, Lukas, Grayson.  La convivenza non è facile né dentro né fuori dalla scuola, dove gruppi d'odio come i Red Hawks (umani che odiano gli atriani) e i Trags (Atriani che odiano i terrestri e vogliono vendicarsi) ricevono parecchi consensi.

## Episodi
| Stagione       | Episodi | Prima TV originale | Prima TV Italia |
| -------------- | ------- | ------------------ | --------------- |
| Prima stagione | 13      | 2014               | 2015            |

## Personaggi e interpreti
- Emery, interpretata da Aimee Teegarden. Ha conosciuto Roman nel "Giorno dell'Arrivo", quando lo ha soccorso, non si sono più rivisti finché non è iniziato il progetto dell'Integrazione. Emery ha passato gli ultimi quattro anni in un sanatorio per curare una forma di immuneficenza e in ospedale ha conosciuto Julia. Tornata a casa e ripresi gli studi ritrova Julia ma anche Roman. A causa di suo padre, che per errore ha ucciso Nox,  è odiata dalla maggior parte degli atriani.
- Roman, interpretato da Matt Lanter. Figlio di Nox e futuro leader degli Atriani, fa parte del progetto Integrazione, assieme alla sorella Sophia e al suo migliore amico Drake. È fermamente convinto della necessità di una convivenza pacifica dei due popoli e che solo la riuscita del progetto potrà portare gli atriani ad avere la libertà un giorno. Per questo è in disaccordo con Drake e Teri. Ama Emery, ma a volte cerca di starle lontano per non metterla in pericolo.
- Grayson Montrose, interpretato da Grey Damon. È ben disposto nei confronti degli atriani e difende Sophia quando la ragazza entra nella squadra di nuoto. Purtroppo si scontra spesso con i suoi genitori che hanno idee diametralmente opposte alle sue. Il padre è senatore e anche la madre è impegnata in politica. Scopre che i genitori sono anche i capi dei Red Hawks, ma riescono a convincerlo che loro non hanno mai autorizzato atti violenti e che il loro ruolo è solo ideologico.
- Julia Yeung, interpretata da Malese Jow. È la migliore amica di Emery e sua compagna di scuola, solidarizza subito con gli atriani, Roman la guarisce con una pianta atriana da una grave malattia, ma le impone il segreto.
- Lukas Parnell, interpretato da Titus Makin Jr. Amico di Emery e Julia, lo diventa anche di Roman e lo aiuta in parecchie occasioni. È innamorato di Sophia, ma la ragazza lo rifiuta.
- Taylor Beecham, interpretata da Natalie Hall. È una ragazza un po' frivola, infatuata di Drake. Rimane incinta di quest'ultimo.
- Drake, interpretato da Greg Finley. È il migliore amico di Roman, anche se hanno idee diverse. Sua madre è una dei prigionieri politici degli umani e da anni è incarcerata nel "Cratere", è cresciuto da solo. Desidera far parte dei Trags ed entrare in azione. Aspetterà un figlio da Taylor.
- Teri, interpretata da Chelsea Gilligan. Fa parte del Progetto, ma non sopporta gli umani ed è sempre scontrosa ed ostile. Sua madre, Vega, è la responsabile della Serra nonché il capo dei Trags e spesso le affida delle missioni. Teri è spesso in conflitto con la madre e ha un rapporto di odio-amore verso Roman, con cui è stata fidanzata.
- Sophia, interpretata da Brina Palencia. Sorella di Roman, crede molto anche lei nell'Integrazione e cerca di inserirsi; è timida e molto dolce, cerca di entrare nella squadra di nuoto della scuola, spronata da Emery. Quando scopre per caso che è stata Emery a salvare Roman, quando si era smarrito durante l'impatto dieci anni prima, diventa ancora più legata all'amica.
- Eric, interpretato da Jesse Luken. Amico di Emery e Grayson, lavora part-time in un supermercato. Fa parte dei Red Hawks, dopo aver partecipato alle proteste e aver compiuto atti di vandalismo, capisce che le cose possono diventare serie e cerca di uscire dal gruppo.
- Eva, interpretata da Stephanie Jacobsen. Insegnante di Biologia, è anche un agente governativo che osserva gli atriani, scopre il segreto di Julia e cerca di ottenere la collaborazione della ragazza, prima con le buone, poi minacciando di morte la sua famiglia se non collaborerà.
- Gloria. direttrice del liceo e promotrice del Programma di Integrazione, ha avuto anche una relazione con Nox. È protettiva con Roman ma lui scopre il suo segreto e le diventa ostile.
- Castor. Attuale Iksen del popolo atriano, è lo zio di Roman e Sophia. Desidera la libertà per il suo popolo e ama essere un leader. Appoggia il programma ma spesso ha comportamenti ambigui.Nox non si fidava completamente di lui.
- Saroya: madre di Drake, è un ingegnere di altissimo livello ed è stata rinchiusa nel Cratere da circa otto anni. Un tempo era la migliore amica di Vega, prima che fondasse i Trags.

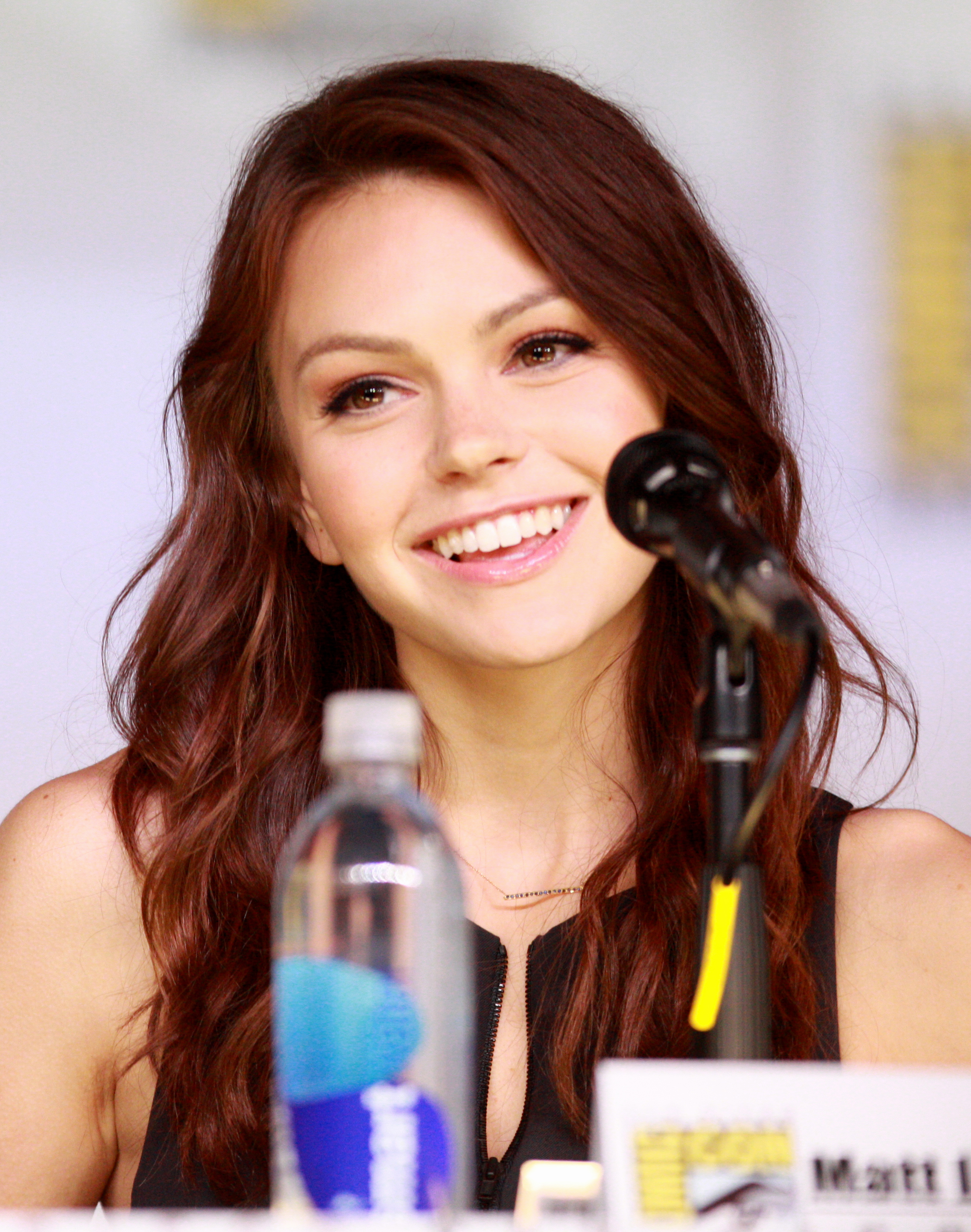
Aimee Teegarden interpreta Emery
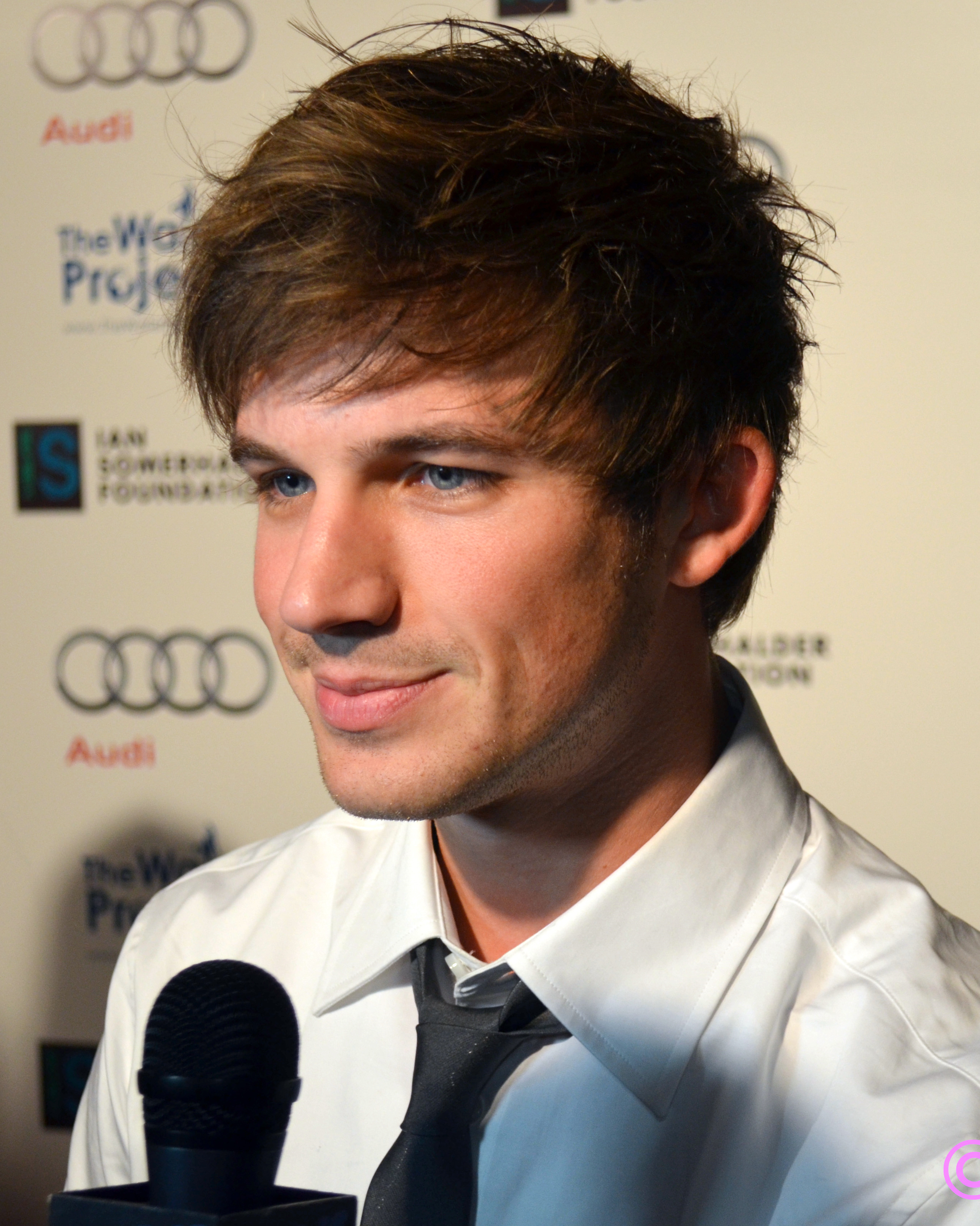
Matt Lanter interpreta Roman
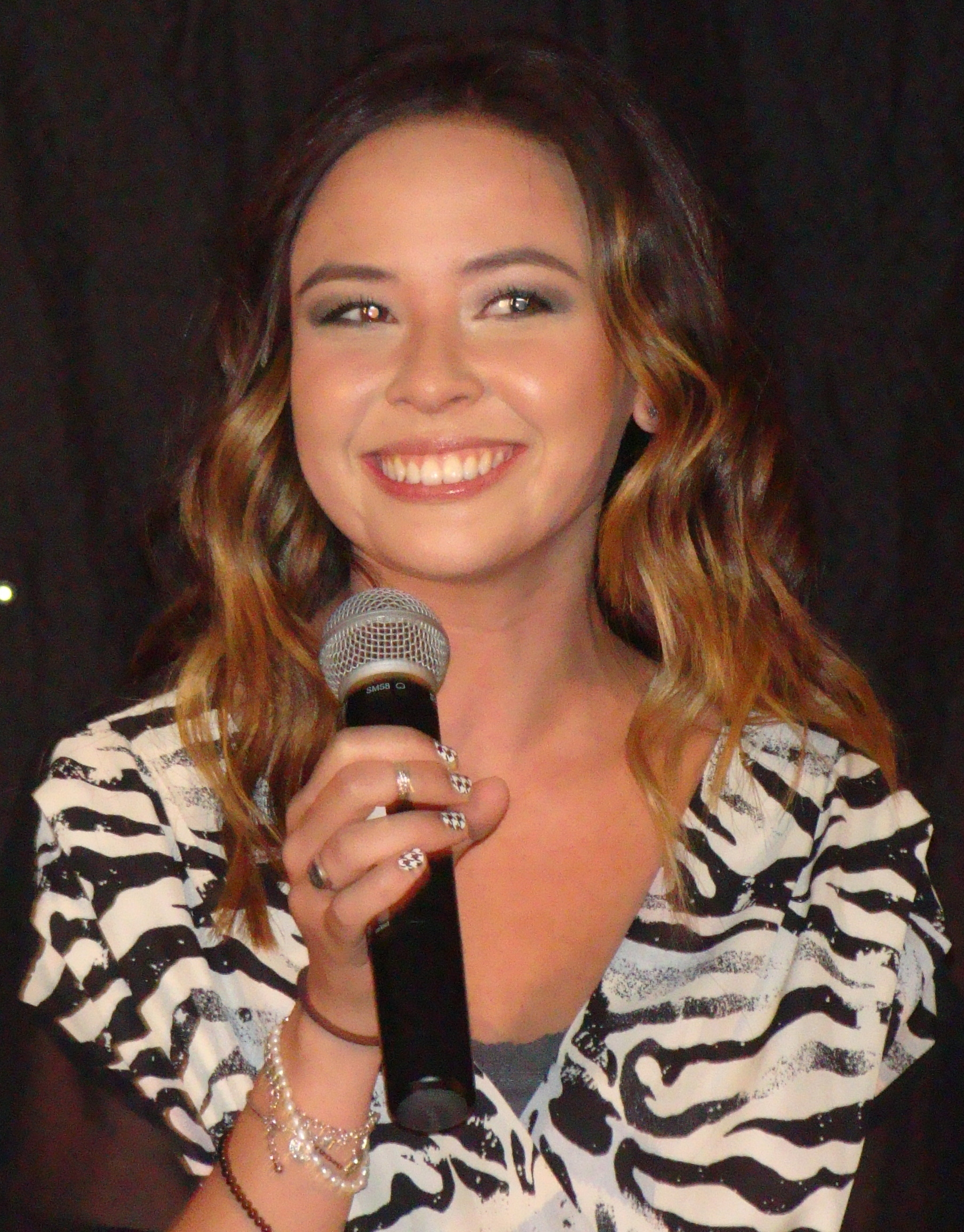
Malese Jow interpreta Julia
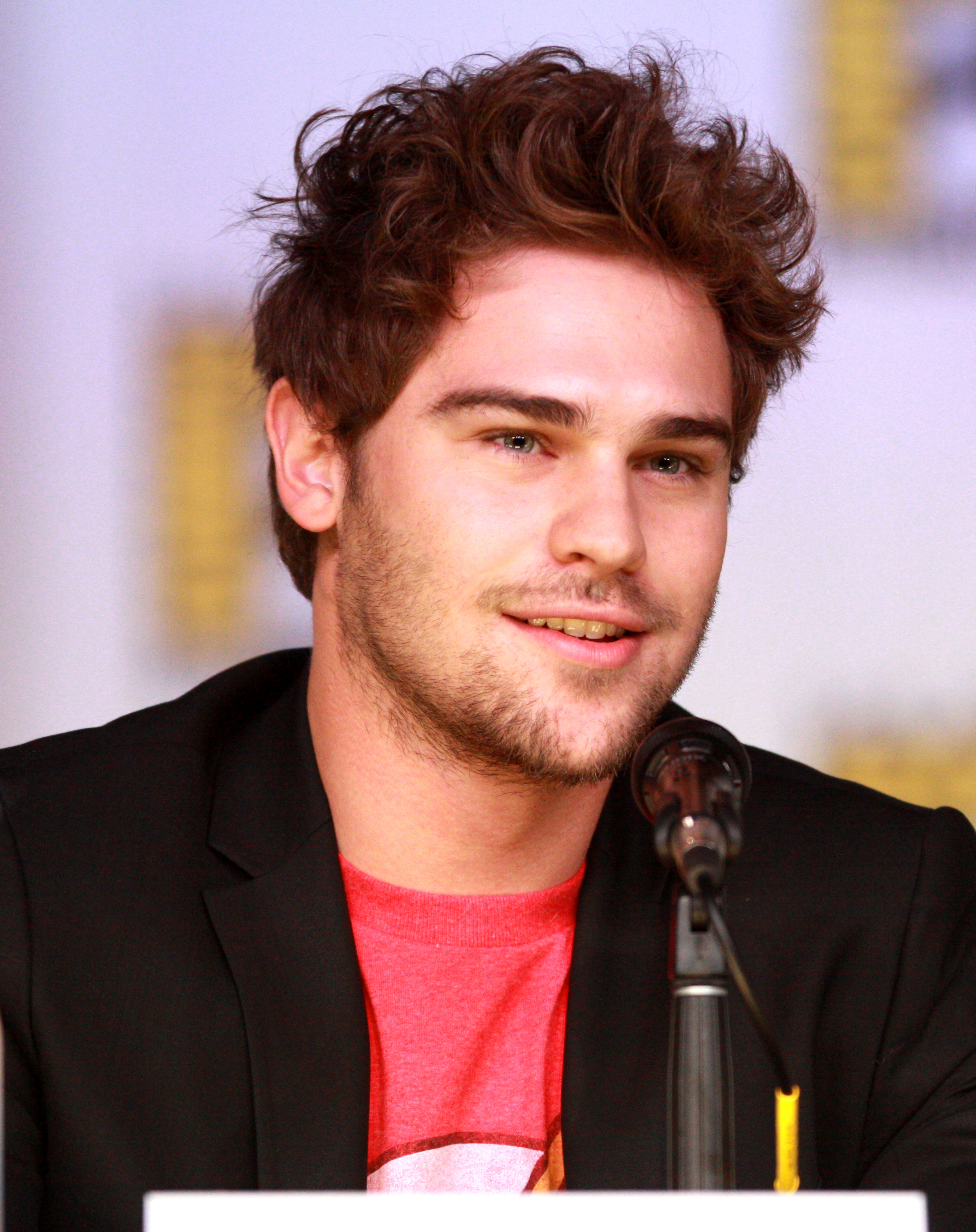
Grey Damon interpreta Grayson
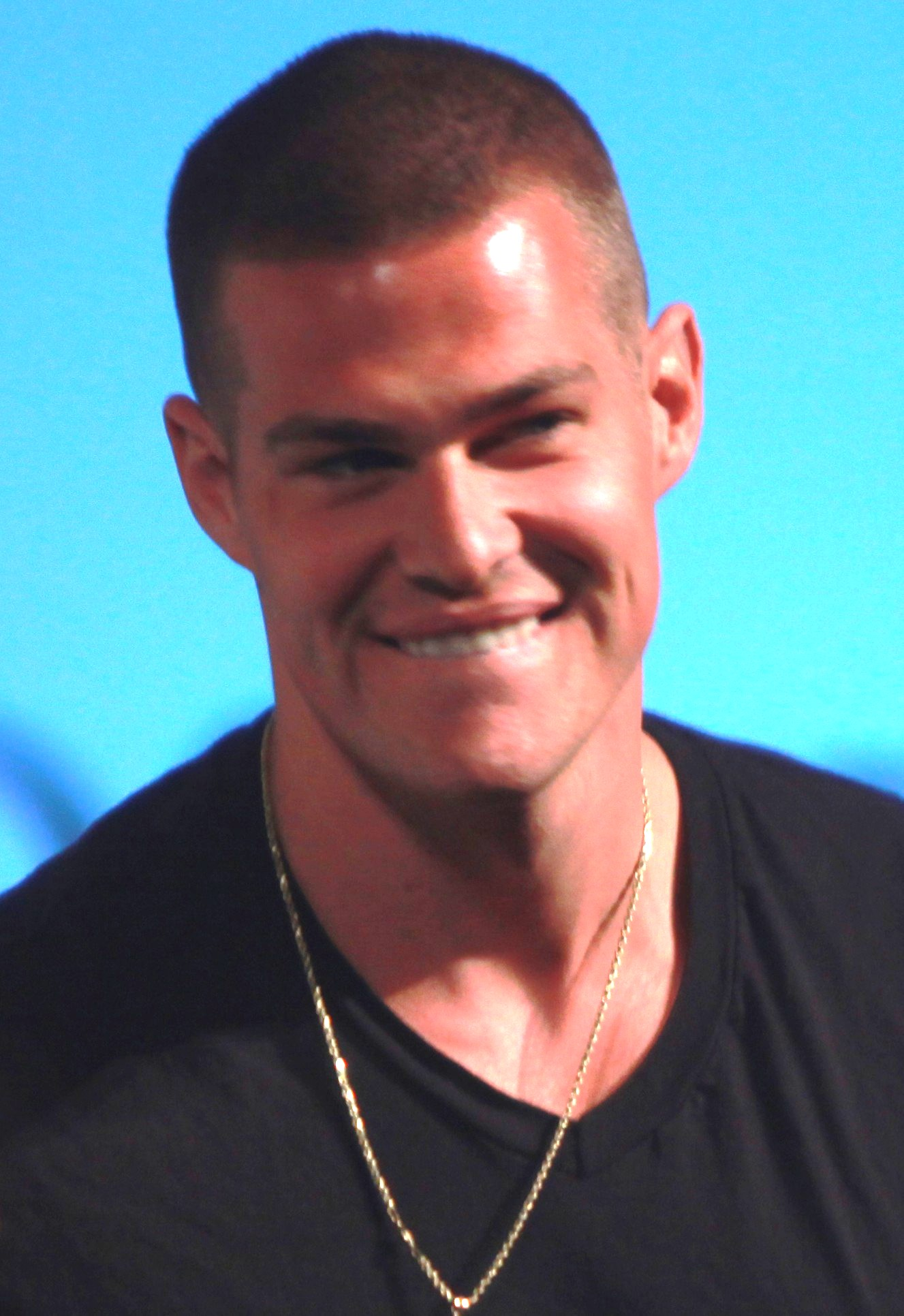
Greg Finley interpreta Drake

## Gli Atriani: caratteristiche
Gli Atriani sono simili agli esseri umani ed esteriormente possono essere riconosciuti solo dai "segni di nascita"  di colore nero, simili ai tatuaggi, che tutti possiedono su viso e corpo e sono diversi per ogni individuo, i segni a contatto con l'acqua si illuminano di una suggestiva luce blu elettrico. La fisiologia interna degli atriani invece è un po' diversa da quelli degli umani: possiedono due cuori e due coppie di polmoni. Gli atriani sono forti e resistenti e possono sopravvivere anche in ambienti ostili, possono respirare anche attraverso la pelle, caratteristica che li rende particolarmente portati per il nuoto (nei tempi antichi gli atriani erano pescatori e alcune tradizioni sono legate al mare e alla pesca). possono vedere colori che gli umani non percepiscono. Il loro metabolismo non tollera la caffeina e possono andare incontro a serie conseguenze anche con minime quantità. Gli atriani sono differenziati in uomini e donne, come gli umani, e le donne portano avanti la specie. Un'atriana incinta, se si mette a piangere, piange lacrime blu elettrico, inoltre beve circa 9 litri di acqua al giorno. Gli atriani non sono legati ad un preciso orientamento sessuale e nel corso della propria vita si innamorano indifferentemente di uomini o donne, perciò trovano strano il comportamento umano. Inoltre possono essere poligami ma succede di rado.
A livello genetico atriani ed umani sono compatibili e posso procreare dei figli insieme, senza problemi. Un'umana incinta di un'atriano durante la gravidanza piangerà lacrime blu, avrà sempre voglia di acqua e non sopporterà più i cibi salati.
Gli atriani sopportano bene i climi rigidi, ma non il caldo intenso che li indebolisce. per questo motivo gli umani hanno costruito una prigione apposita per loro, denominata "il Cratere" in cui le celle sono surriscaldate e costantemente illuminate da lampade UV.
Particolarmente progrediti nella Botanica, chi si occupa di questo settore è tenuto in grande considerazione e rispetto, per questo Vega, responsabile della Serra nel Settore è un personaggio molto influente. Inoltre i botanici sono gli unici autorizzati a coltivare il Cypher, una pianta in grado di guarire ogni malattia atriana ed umana (se al Cypher viene aggiunto sangue atriano e poi iniettato al paziente); la pianta può germogliare solo dal corpo di un atriano morto, per questo motivo se gli umani scoprissero questo segreto non esiterebbero ad uccidere gli atriani. Esiste anche una varietà di Cypher, il Cypher Nero, le cui spore sono parzialmente nocive per gli atriani ma producono danni respiratori irreversibili negli esseri umani. Il Cypher normale non può guarire gli effetti del Cypher Nero, ma bisogna usare le foglie del Cypher nero.
Gli Atriani sono suddivisi in quattro tribù: Vwasak (Guerrieri), Iwabas (Mistici), Swamad (Agricoltori), Zwahan (Legislatori)  ma governati da un solo capo chiamato Iksen. Il sigillo dell'Iksen è la Chiave, un manufatto altamente tecnologico e versatile, di piccole dimensioni ma con una grande riserva d'energia all'interno, ed è anche in grado di aprire tutte le porte di qualsiasi edificio. Il titolo di Iksen è di solito ereditario ma c'è bisogno dell'approvazione del Consiglio degli Anziani, gli "Hwatab", composto dai rappresentanti anziani delle quattro tribù e massima autorità giuridica degli atriani. Il Consiglio degli Anziani ha diversi privilegi e poteri e, se interpellati su questioni gravi, anche il capo deve sottostare alle loro decisioni. Possono anche destituire l'Iksen se il suo operato danneggia il popolo.

## Produzione
La serie fu ordinata da The CW il 10 maggio 2013, durante gli upfronts, con il titolo di Oxygen. Programmata subito per essere trasmessa in midseason, il 12 dicembre il canale decise di posticipare la trasmissione della première al 17 febbraio 2014, cambiando il titolo in Star-Crossed.